# Ōda
Ōda (japanisch 大田市, -shi) ist eine Stadt in der Präfektur Shimane in Japan.

## Geschichte
Ōda ist ein landwirtschaftlich geprägter Ort. Er ist ein Marktzentrum für Holz und landwirtschaftliche Produkte.
Ōda erhielt am 1. Januar 1954 Stadtrecht.

## Sehenswürdigkeiten
- Iwami-Silbermine (UNESCO-Welterbe), der 1,126 m hohe Berg Sambe (三瓶山) und die Heißen Quellen von Sambe.

## Verkehr
- Zug:
  - JR Sanin-Hauptlinie
- Straße:
  - Nationalstraße 9
  - Nationalstraße 375

## Städtepartnerschaften
- Daejeon, Südkorea, seit 1987
  - sowohl Daejeon als auch Ōda werden mit den gleichen chinesischen Zeichen geschrieben

## Angrenzende Städte und Gemeinden
- Izumo
- Gōtsu